# Bad Nauheim
Bad Nauheim è una città tedesca di 33 445 abitanti situata nel land dell'Assia.

## Storia
Fu insediamento militare romano di un'unità ausiliaria (a partire dalla fine del I secolo sotto la dinastia dei Flavi), al termine delle campagne germaniche di Domiziano degli anni 83-84.